# Allen G. Thurman
Allen Granberry Thurman (13. november 1813 – 12. december 1895) var et Demokratisk medlem af Repræsentanternes Hus og Senatet fra Ohio, såvel som vicepræsidentkandidat for Demokraterne i 1888.